# Most Girls (Hailee Steinfeld)
Most Girls è un singolo della cantante statunitense Hailee Steinfeld, pubblicato il 28 aprile 2017.

## Video musicale
Il video musicale è stato reso disponibile il 23 maggio 2017.

## Tracce
Testi e musiche di Hailee Steinfeld, Anastasia Whiteacre, Jeremy Dussolliet, Ryan Tedder, Tim Sommers e Zach Skelton.
Download digitale
1. Most Girls – 3:24

Download digitale – Acoustic
1. Most Girls (Acoustic) – 3:20

## Formazione
- Hailee Steinfeld – voce
- Ryan Tedder – produzione
- Zach Skelton – produzione
- One Love – co-produzione
- Chris "Tek" O'Ryan – ingegneria del suono
- Șerban Ghenea – missaggio
- John Hanes – assistenza al missaggio
- Jeremy Simoneaux – registrazione

## Classifiche

### Classifiche settimanali
| Classifica (2017) | Posizione massima |
| ----------------- | ----------------- |
| Australia         | 18                |
| Belgio (Fiandre)  | 83                |
| Canada            | 42                |
| Filippine         | 25                |
| Irlanda           | 29                |
| Nuova Zelanda     | 38                |
| Paesi Bassi       | 76                |
| Portogallo        | 64                |
| Regno Unito       | 34                |
| Repubblica Ceca   | 41                |
| Slovacchia        | 44                |
| Stati Uniti       | 58                |

### Classifiche di fine anno
| Classifica (2017) | Posizione |
| ----------------- | --------- |
| Australia         | 62        |